# Aquarian Age
Aquarian Age - Sign for Evolution é um anime que mistura muitos efeitos especiais, cenários em 3D e um arranjo músical de qualidade. É também uma série baseada em um "trading card game". "Aquarian Age Saga II - Don't Forget Me…" é a seqüência do anime, e foi produzida pela Madhouse.
Um trailer para um filme de live action baseado na série foi lançado em 2008.

## Sinopse
Há dois mil anos, iniciou-se uma batalha pelo supremacia da humanidade. No passado, três clãs formados por mulheres lutavam entre si, Ayarashiki, Wiz-Dom e Dark Lore. Atualmente, surgiram novos clãs, um dos quais tem apenas homens em suas fileiras, o dos "Mind Breakers", outro formado por mulheres com poderes psíquicos, as "Evolution Girls Organization", e um terceiro que pretende a destruição do mundo, os "Erasers".

## Personagens
- Kyota Kamihura — Cantor que sonha fazer sucesso com sua banda de garagem.